# El Roble (Panama)
El Roble ist ein Corregimiento des Bezirks Aguadulce in der Provinz Coclé in Panama. Bei der Volkszählung im Jahr 2023 hatte es 4830 Einwohner. Das Corregimiento erstreckt sich über eine Fläche von 128,1 km².

## Bevölkerung
Die folgende Tabelle zeigt die Bevölkerung des Corregimientos El Roble, wie es in den Volkszählungen 2000, 2010 und 2023 erfasst wurde.
| Jahr         | 2000 | 2010 | 2023 |
| ------------ | ---- | ---- | ---- |
| Einwohner    | 7997 | 8369 | 4830 |
| davon Männer | 4096 | 4255 | 2425 |
| davon Frauen | 3901 | 4114 | 2405 |

## Orte
Im Corregimiento El Roble befinden sich folgende Orte:
- Chilibre
- El Guayabo
- El Hato La Estrella o Alto La Estrella
- El Naranjal
- El Roble
- La Loma
- Llano Bonito
- Membrillal
- Residencial Don Bosco